# Hudson (condado de St. Croix, Wisconsin)
Hudson es un pueblo ubicado en el condado de St. Croix en el estado estadounidense de Wisconsin. En el Censo de 2010 tenía una población de 8.461 habitantes y una densidad poblacional de 128,85 personas por km².

## Geografía
Hudson se encuentra ubicado en las coordenadas 44°59′00″N 92°40′27″O / 44.98333, -92.67417. Según la Oficina del Censo de los Estados Unidos, Hudson tiene una superficie total de 65.67 km², de la cual 63.79 km² corresponden a tierra firme y (2.86%) 1.88 km² es agua.

## Demografía
Según el censo de 2010, había 8.461 personas residiendo en Hudson. La densidad de población era de 128,85 hab./km². De los 8.461 habitantes, Hudson estaba compuesto por el 95.69% blancos, el 0.4% eran afroamericanos, el 0.34% eran amerindios, el 2% eran asiáticos, el 0.01% eran isleños del Pacífico, el 0.27% eran de otras razas y el 1.29% pertenecían a dos o más razas. Del total de la población el 1.49% eran hispanos o latinos de cualquier raza.